# Synema fiebrigi
Synema fiebrigi là một loài nhện trong họ Thomisidae.
Loài này thuộc chi Synema. Synema fiebrigi được Maria Dahl miêu tả năm 1907.